# إم1 أبرامز
أم1 أبرامز (بالإنجليزية: M1 Abrams) هي دبابة قتال رئيسية أمريكية من الجيل الثالث دخلت الخدمة في الجيش الأمريكي عام 1980 لاستبدالها بدبابات إم-60 باتون. تزن دبابة إم1 أبرامز نحو 63 طنا وهي مسلحة بمدفع من عيار 120 ملم املس من الداخل ورشاشين عيار 7.62مم وزودت الأبرامز بمحرك توربيني بقوة 1,500حصان. أطلق على الدبابة اسم ابرامز نسبة إلى الجنرال كريتون أبرامز، رئيس الأركان وقائد الجيش الأمريكي في فيتنام من 1968 إلى 1972.
صممت دبابة أبرامز لحرب المدرعات الحديثة، ومن المميزات الجديره لهذه الدبابة هو درعها الثقيل واستخدامها لمحرك توربين غازي والاعتماد على الدرع المركب المتطور، وخزانة ذخيرة منفصلة في غرفة الإطلاق لسلامة أمن الطاقم. تعتبر دبابة أم 1 أبرامز من أثقل الدبابات القتالية الأساسية في الخدمة حاليا.
نشرت ثلاثة أنواع رئيسية لدبابة أم 1 أبرامز، أم 1، أم 1 أيه 1 وأم 1 أيه 2، تدمج التسليح المتطور وأحدث الإلكترونيات والحماية. كما أن التحديث الدوري للدبابات القديمة سمح لهذه المركبة أن تبقى في خط الخدمة الأمامي. حاليا الـ أم 1 أيه 3 تحت التطوير.

## التطوير
بدأ التخطيط لإنتاجها في ديسمبر 1971، في فبراير من العام التالي، شكل جيش الولايات المتحدة الأمريكية، مجموعة عمل من المستخدمين والمدربين والباحثين، لتحديد فكرة دبابة القتال الجديدة. ونشر التقرير، الذي أعدته هذه المجموعة، في أغسطس 1972. وبعد مراجعة المواصفات، لتقليل المطالب غير الضرورية، وخفض النفقة إلى الحد الأدنى؛ عُدِّل البرنامج النهائي للدبابة، وصادق عليه نائب وزير الدفاع الأمريكي، في يناير 1973.
وفي يونيو 1973، عُهِد إلى كلٍّ من شركة «كرايسلر»، وشركة «جنرال موتورز»، بإعداد نموذج من الدبابة X M1 وفي فبراير 1976، قبل الجيش الأمريكي نموذجيهما؛ وأجريت الاختبارات الهندسية عليهما، في أبريل من العام نفسه.
وفي نوفمبر 1976، أعلن الجيش الأمريكي اختيار نموذج شركة «كريزلر»، لاستكمال الاختبارات الهندسية على نطاق واسع. وأُنجزت أول دبابة من نوع M1 في فبراير 1980.
وخلال عام 1981، كان معدل الإنتاج الشهري 30 دبابة، ارتفع عام 1982، إلى 60 دبابة، وازداد ارتفاعه، في يناير 1984، إلى 70 دبابة.
وفي فبراير 1985، أُوقِف إنتاج الدبابة M1، ليبدأ بإنتاج نموذجها المطوَّر، «درع مطور». وأُمِدّ الجيش الأمريكي بأول دبابة M1A1، في أبريل 1991؛ وبنهاية سبتمبر من العام نفسه، كان قد تسلَّم 299 دبابة، من ذلك النوع.
وفي مارس 1992، أُنتج أول 5 دبابات، من نوع M1A2، وبين نوفمبر 1992 ومارس 1993، تسلّم الجيش الأمريكي 62 دبابة M1A2.
بدأ العمل بإعداد برنامج تطوير الدبابة M1 إلى M1A2 المطوَّرة، في 18 ديسمبر 1992. وفي فبراير 1993، وُقَّع أول عقد، بين وزارة الدفاع، وشركة جنرال داينمكس، لتحويل 210 دبابات من نوع M1 إلى M1A2 المطوَّرة، كمرحلة أولى، على أن تُسلَّم في خلال المدة من أكتوبر 1994 إلى سبتمبر 1996. أما المرحلة الثانية، فتضمنت استكمال تحويل 998 دبابة؛ ومن المخطط أن تُنجز في خلال الفترة من أكتوبر 1996 إلى عام 2003.

## المواصفات العامة والفنية

### المواصفات العامة
يتكون طاقم الدبابة من 4 أفراد (القائد، السائق، المعمر، الرامي) ويبلغ وزن الدبابة، مع تجهيزات القتال (الوزن بالشدة الكاملة) 61.2 طناً مترياً (67.5 طناً أمريكياً)
ويبلغ طول الدبابة مع مدفعها 9.828 م وأقصى سرعة للدبابة 48.3 كم/ ساعة.

### التسليح
جهزت الدبابة بمدفع رئيسي من عيار 120 مم، ذو سبطانة ملساء، ورشاش متحد المحور بالمدفع الرئيسي من عيار 7.62 مم.
بالإضافة إلى رشاش المعمر عيار 7.62 مم ورشاش القائد عيار 0.5 بوصة.
التسليح الشخصي للطاقم: مسدس عيار 9 مم.
سلاح الخدمة: بندقية عيار 7.62 مم.

### الذخيرة

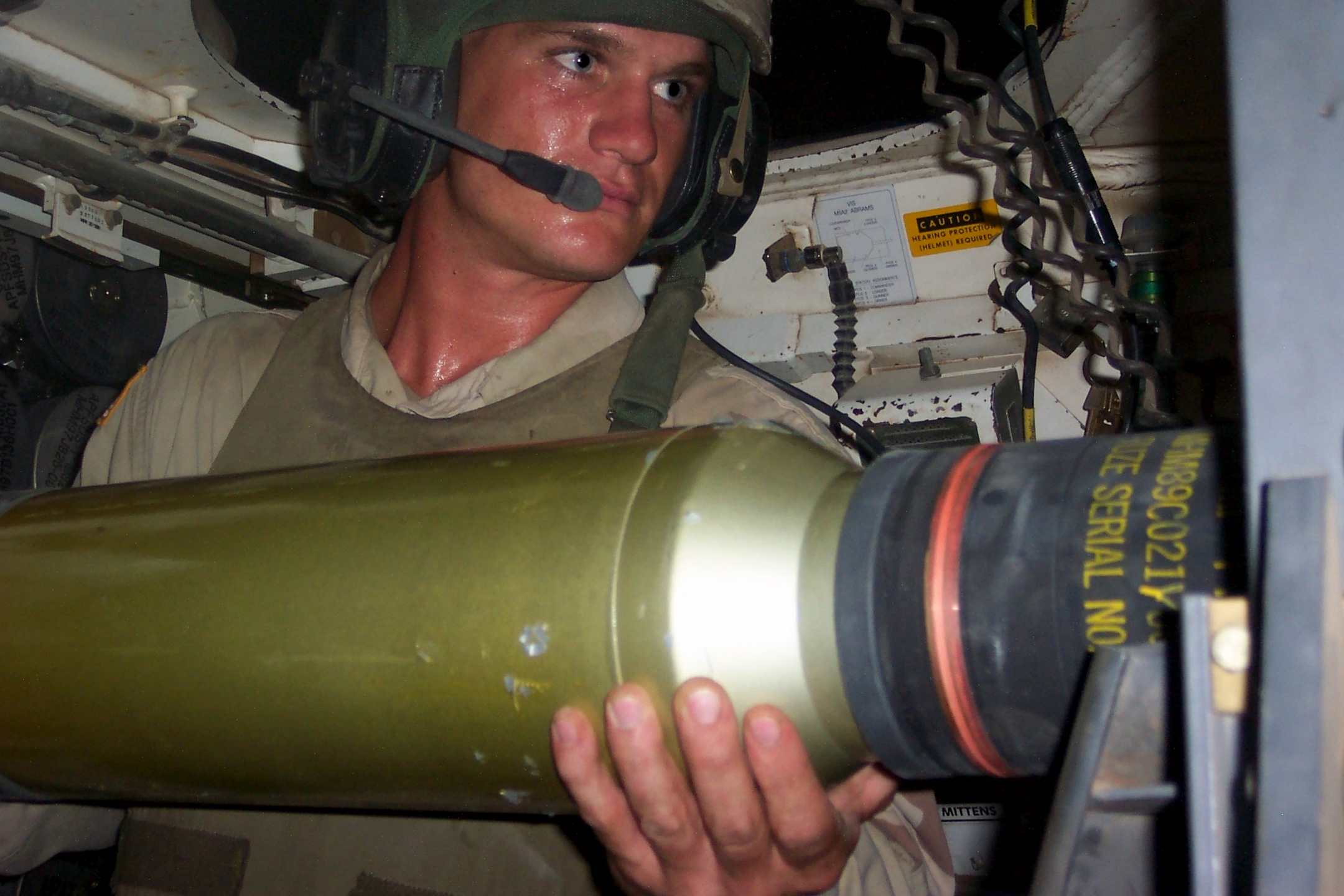

- 40 قذيفة من عيار 120 مم، من نوع سابو متزنة بالزعانف، حشوة جوفاء متعددة الأغراض.
- عشرة آلاف طلقة من عيار 7.62 مم، للرشاش المتحد المحور.
- ألف وأربعمائة طلقة من عيار 12.7 مم، لرشاش المعمر
- ألف طلقة من عيار 0.5 بوصة، لرشاش القائد.
- 8 قنابل يدوية.
- 24 قنبلة دخان.
- 96 طلقة من عيار 9 مم.
- 220 طلقة من عيار 7.62 مم، لبندقية الخدمة.
- تُحفَظ ذخيرة العيار الرئيسي في أماكن خاصة، مزودة بدرع داخلي، لوقاية أفراد الطاقم.
- جهاز الرماية: يشتمل على أجهزة تسديد ومراقبة بصرية، وجهاز تسديد ومراقبة حراري، وجهاز لتقدير المسافة بالليزر، وحاسب آلي.
- جهاز توازن المدفع: يمكن الدبابة من الرماية، أثناء الحركة.

## الحركة والمناورة

### المحرك
- المحرك: محرك توربيني، ذو عمود حر، قوّته ألف وخمسمائة حصان.
- أجهزة نقل الحركة: هيدروليكي ذو أربع سرعات أمامية، وسرعتَيْن خلفيتَيْن
- نظام التعليق: من نوع القضيب الالتواني (أعمدة عصر).

### الحماية
- التدريع: دروع خاصة ملحومة.
- الوقاية من أسلحة التدمير الشامل جهاز وقاية من أسلحة التدمير الشامل (النووية والبيولوجية والكيماوية)؛ وأجهزة لكشف الإشعاع الذري، والغازات الحربية.
- الإخفاء أثناء التحرك: تجهيزات لإنتاج الدخان ذاتياً، من طريق دورة الوقود، وقاذفان، على جانبي البرج، لإنتاج ستارة دخان، تخفي التحركات.

### التجهيزات الإضافية
زُوِّدَت الدبابة بجهاز لإطفاء الحريق، يعمل بغاز الهالون، والنتروجين المضغوط، بزمن رد فعل 0.002 ثانية، وإمكانية إطفاء الحريق في خلال 0.1 ثانية؛ ويمكن تشغيله آلياً أو يدوياً.
كما زُوِّدَت بجهاز لضبط درجة الحرارة في غرفة الطاقم.

## الفئات

### الدبابة M1A1 فيعاصفة الصحراء

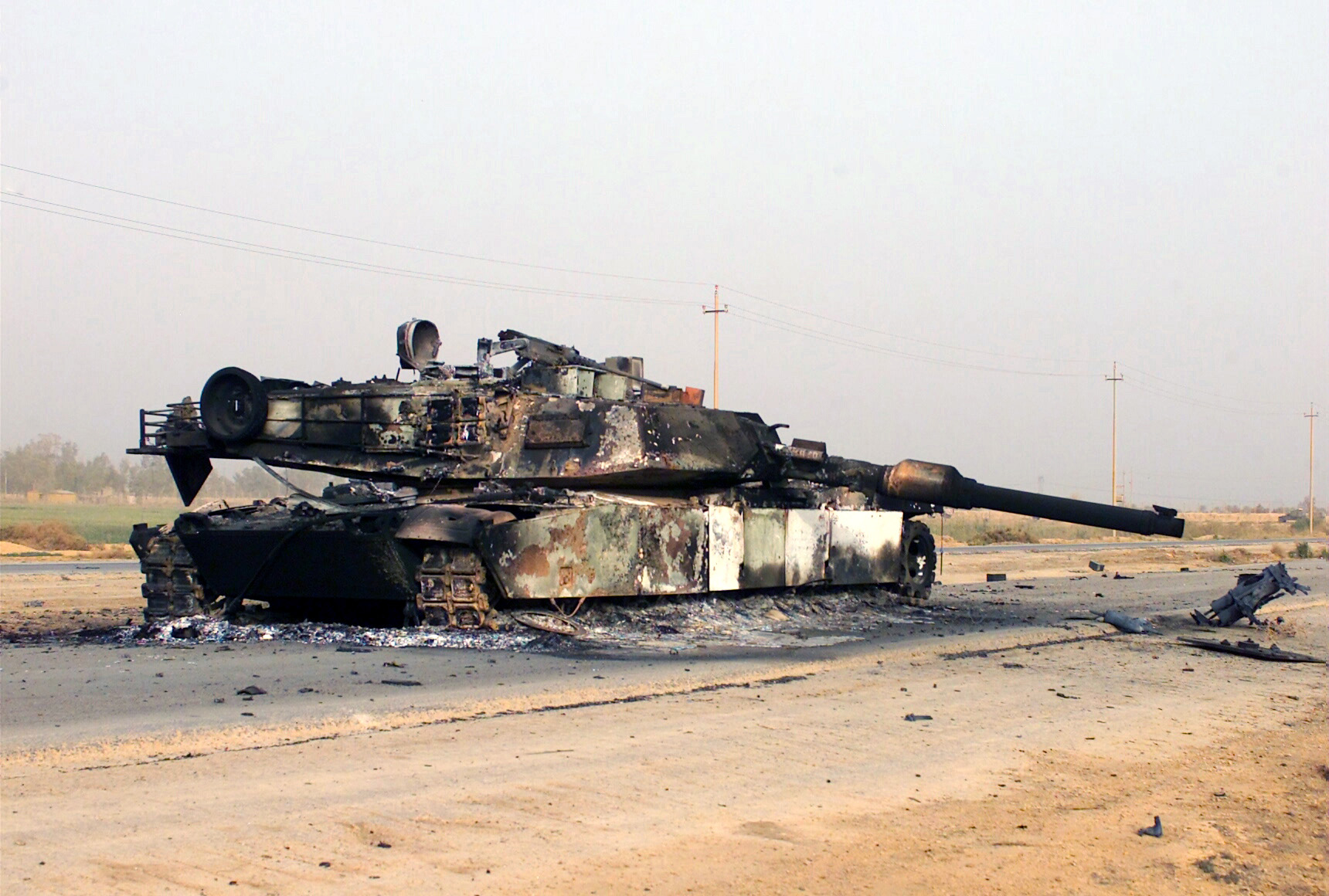
الدبابة M1A1 مدمرة كليا بالعراق سنة 2003.

أصدرت وزارة الدفاع الأمريكية، في مارس 1991، نشرة معلومات عن بعض الأسلحة الرئيسية، التي استخدمت في «عاصفة الصحراء»، منها الدبابات M1A1 ما يلي:
«بعد 100 ساعة من العمليات الهجومية، فإن مستويات الاستعداد القتالي، لكلٍّ من الفيلق السابع، والفيلق 18 المحمول جواً، تجاوزت نسبة الـ 90%، خاصة التحرك الليلي الرائع، للفرقـة الثالثة المدرعة إلى مسافة 200 كم تقريباً؛ إذ لم يتعطل أيًّ من دباباتها الثلاثمائة».
وأُعلن إصابة 7 دبابات M1A1، بطلقات دبابات تي-72 ولكنها لم تدمر، لكفاءة التدريع. وأشار بعض أطقم الدبابات، إلى أن جهاز الرؤية الحراري في الدبابة M1A1، قد مكّنهم من رؤية الدبابات تي-72 العراقية، من خلال الدخان المنبعث من آبار النفط المشتعلة، وكذا أثناء الظلام؛ وزادهم القدرة على البقاء في ميدان المعركة؛ وهو ما حُرِمَتْ منه الدبابة T-72، التي تفتقد هذه الميزة.
إضافة إلى ذلـك، أفاد أطقم الدبابات، أن طلقات السابو من نوع M A1829، كانت مؤثرة جداً في الدبابات تي-72. ولقد أتاح الأداء المشترك لكلٍّ من التدريع، وجهاز الرؤية الحراري، والذخيرة، للدبابة M1A1، قدرة تدميرية عالية، واستمرار وجودها في أرض المعركة والقدرة على البقاء.
مسرح العمليات، دمِّرت أربع دبابات M1A1، وإعُطِبَت أربع أخرى، أمكن إصلاحها. ولم يقتل أي فرد من أطقم الدبابات، في العديد من الاشتباكات بالدبابات. وبوجه عام، فإن مستوى الاستعداد القتالي للدبابات M 1 A1، قد تجاوز نسبة الـ 90%، قبل المعركة وأثناءها.

### الدبابة M1 المطورة
في أكتوبر 1984، اكتمل، إعداد أول دبابة M 1، من النوع المطوَّر؛ وانحصر التطوير، أساساً، في زيادة وقاية الدرع. وحتى مايو عام 1986، كان الجيش الأمريكي قد زُوِّد بـ 894 دبابة من ذلك النوع، قبل التحول، كلية، إلى إنتاج الدبابة M 1 A1، المسلحة بمدفع من عيار 120مم.

### الدبابة M1A1
صنعت أول دبابة أبرامز من طراز M1A1، في أغسطس 1985. وهي مزوَّدة بالمدفع الألماني الأملس، من عيار 120مم؛ وجهاز متكامل للوقاية من أسلحة التدمير الشامل، يزوِّد الطاقم، بالهواء غير الملوَّث اللازم للتنفس، والتبريد أو التدفئة الملائمَيْن. وهناك بعض التحسينات الأخرى، مثل أجهزة التعليق، من نوع القضيب الالتوائي، ومخففات الصدمة. كما زوِّدَت بجهاز نقل حركة مطوِّر، وعَجَل طريق، وتخفيض نهائي مطور، وأُعيدَ تصميم مقعد المعمر، ومنطقة التخزين تحت ذلك المقعد، وواقي الكتف للمعمر.
وزْيدَت ذخيرة الدبابة من عيار 120 مم، فأصبحت 40 قذيفة، توجد 34 منها في البرج، والست الباقية في صندوق الجسم الخلفي. إضافة إلى قواذف الدخان، القادرة على إنتاج الدخان الذاتي من المحرك.
وفي مايو 1987 وقعت شركة جنرال ديناميكس عقداً، قيمته 3.5 مليار دولار أمريكي، لتوريد 3,299 دبابة M1A1، في خلال المدة من مايو 1987 إلى سبتمبر 1991.

### الدبابة M1A1 المزوَّدة بتدريع يورانيوم مستنفذ
كشفت وزارة الدفاع الأمريكية، في 14 مارس 1988، عن طراز جديد من الدبابات M1A1، ذا تدريع متطوِّر جداً يوشك أن يبدأ إنتاجه؛ وأن هذا التدريع، قد استغرق تطويره عدة سنوات، من البحوث، طبقاً لمتطلبات وزارة الدفاع الأمريكية، ليمكّن الدبابات M1A1
من مواجهة العدائيات المتوقعة، خلال التسعينيات.
وتصميم الدرع المطوَّر، يشتمل على يورانيوم مستنفذ، مغلَّف بالصلب؛ إلا أن كثافته تبلغ مِثلَيْين ونصف المِثْل من كثافة الصلب؛ وهو مستخدم، حالياً، في كثير من التطبيقات المدنية. واليورانيوم المستنفذ المعزول، في الدبابة، له مستوى منخفض جداً من الإشعاع الطبيعي، يدخل في الحيز المسموح به، طبقاً لتقرير وكالة الطاقة النووية الأمريكية.
إنتاج الدبابات M1A1، بالتدريع الجديد، 1988، وأُرسلَت إلى الوحدات الأمريكية، في ألمانيا. ويناهز وزن الدبابة 65 طناً؛ ويبلغ وزنها 61.3 طناً، من دون تجهيزات.

### الدبابة M1A2
تفوق الدبابة M1A2 الدبابة M1A1، في عدة نواحٍ مثل: تطوير غرفة القائد، وتخصيص جهاز رؤية حراري مستقل؛ ونظام معلومات داخلي، وآخر للملاحة وتعيين محل الدبابة؛ وعدة متطلبات أخرى لزيادة القدرة على البقاء في ميدان المعركة.
ولقد تعاقد الجيش الأمريكي، وشركة «جنرال داينمكس»، على إنتاج 62 دبابة M1A2، في أبريل 1990، أُنْتِجت أُوْلاها في أواخر عام 1992.
وزودت المملكة العربية السعودية بنهاية أغسطس 1994، بـ 315 دبابة M1A2، وعقدت صفقة، تحصل بموجبها على 150 دبابة أخرى. أما الكويت، فقد حصلت، بنهاية عام 1995، على 218 دبابة M1A2.

### البرنامج المصري لإنتاج الدبابة M1A1
وقّعت كلُّ من مصر والولايات المتحدة الأمريكية، في أواخر عام 1988، مذكرة تفاهم، تعطي مصر حق الاشتراك في إنتاج 880 دبابة رئيسية M1A1؛ على أن تنتج 40% من مكونات الدبابة، والباقي تنتجه الولايات المتحدة الأمريكية، ثم ينقل إلى مصر، للتجميع النهائي.
وقد تلقت مصر أول 25 دبابة كاملة، من الولايات المتحدة الأمريكية، وتلا ذلك نقل مجموعة دبابات مجمعة جزئياً إليها، حيث يُستكمل تجميعها؛ ثم بدأت الأجزاء والمجموعات، تصل إليها مفككة؛ بل أن مصر شرعت تنتج، تدريجاً، بعض مكونات الدبابة، مثل: الجنازير وعَجَل الطريق وعَجَل الإدارة، إلخ.
وفي يونيه 1992، أُنتجت أول دبابة M1A1، في مصنع الدبابات المصري «مصنع 200 الحربي»؛ وبحلول عام 1994، كان المصنع قد زوّد الجيش المصري بمائة دبابة؛ واستمر إنتاج الدبابات M 1 A1 حتى الآن.

## المستخدمون

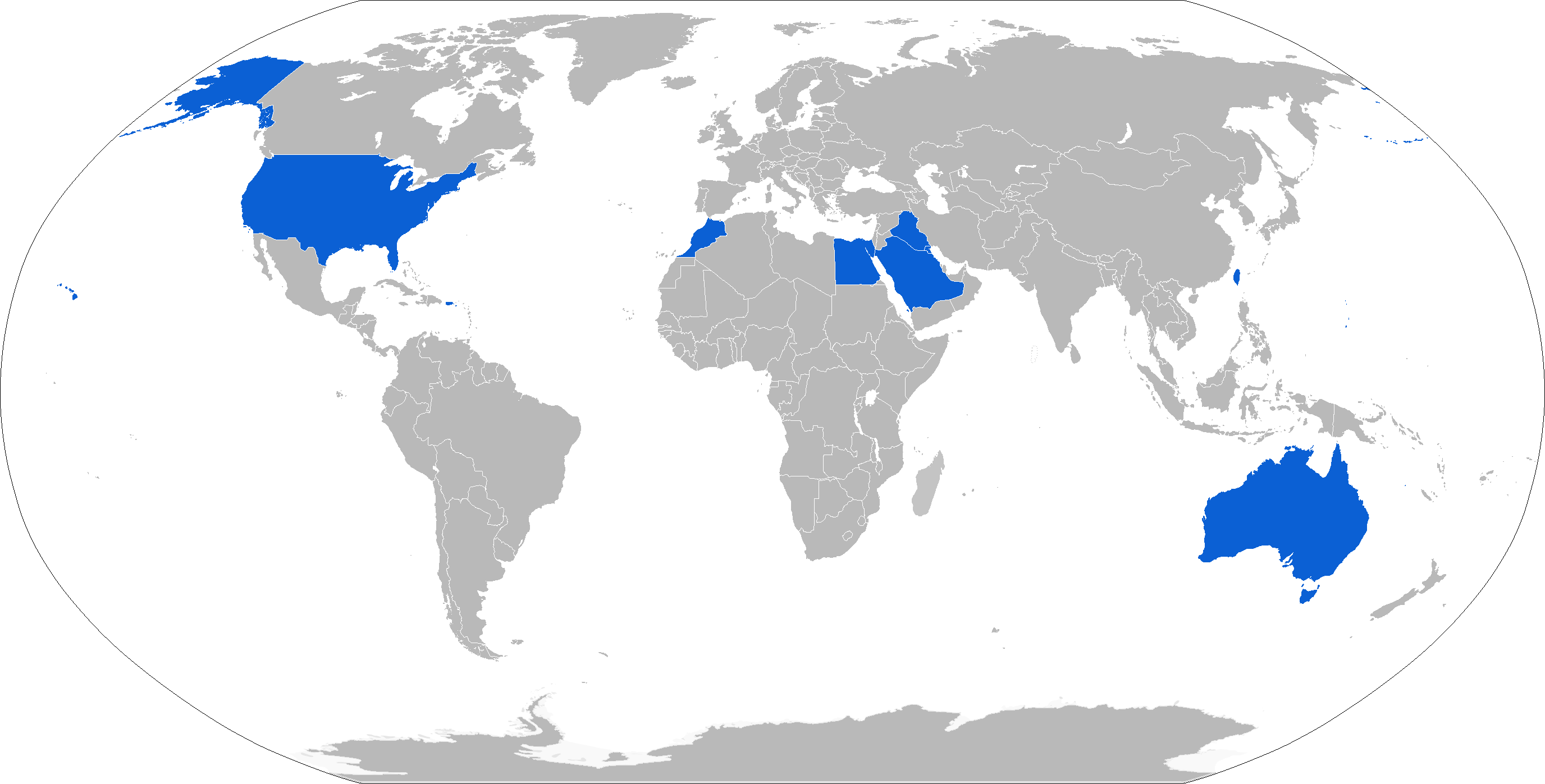
المناطق التي تستخدم فيها هذه الدبابة.

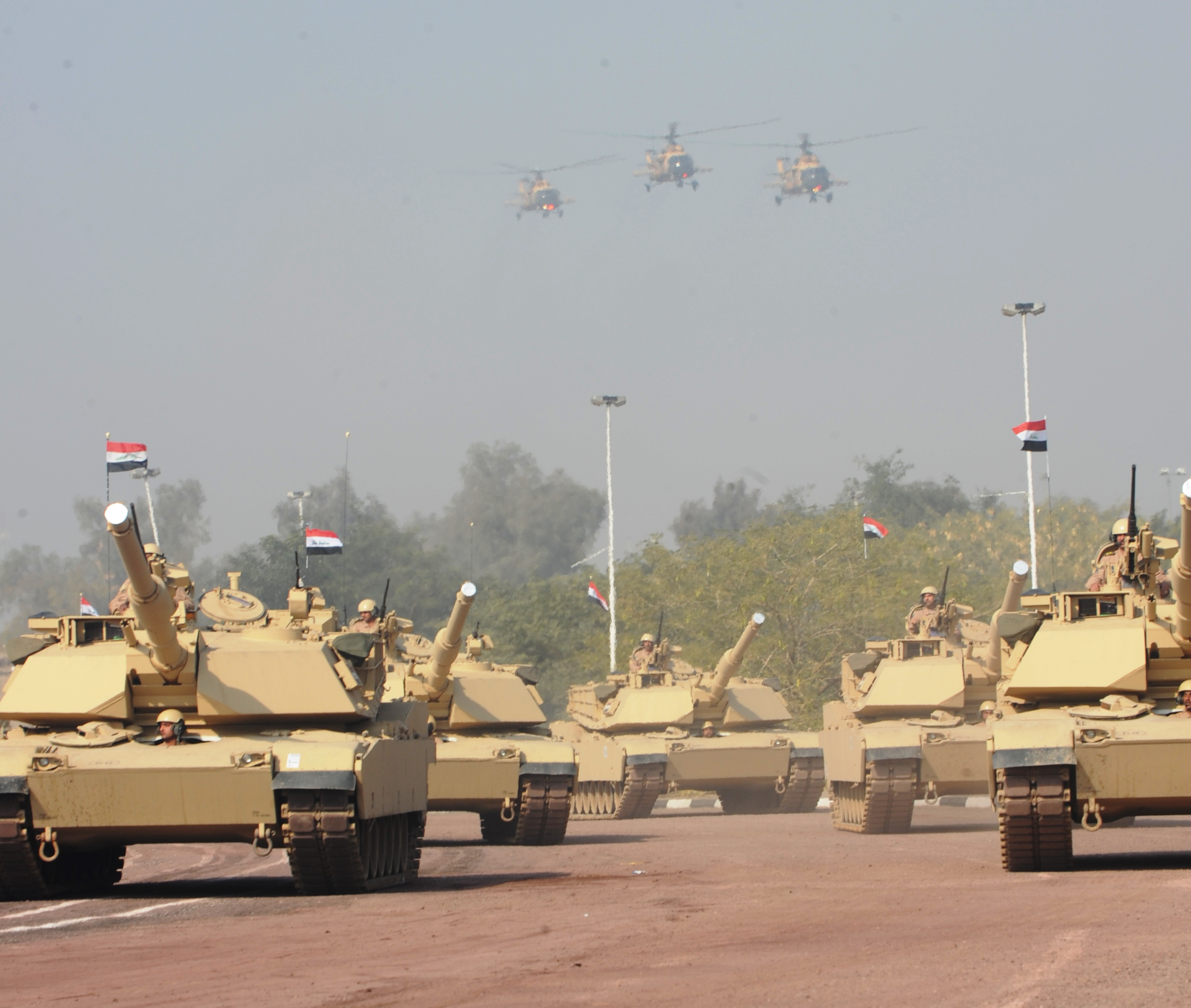
مجموعة من دبابات أبرامز العراقية في شهر يناير عام 2011م.

- مصر 1,130 إلى 1,360[3] دبابة من الفئة M1A1 ‏[4] اعتبارا من سنة 2024.[3]
- السعودية 575[3] دبابة من الفئة M1A2S .[5][5][6] اعتبارا من 2024.[3] تم طلب 373 دبابة أبرامز لأول مرة ليتم ترقيتها إلى إصدار M1A2S في المملكة العربية السعودية.[7]  تم طلب 69 دبابة M1A2S أخرى في 8 يناير 2013، ليتم تسليمها بحلول 31 يوليو 2014.[8]
- الكويت 218 دبابة من الفئةM1A2
- أستراليا 56 دبابة من الفئة M1A1
- المغرب - 384 دبابة من الفئة (يتم استلام باقي الدبابات في اوخر 2020) M1A1AS[8]
- العراق - الجيش العراقي 250 من اصل 315 دبابة (ربما يكتمل تسليمها في عام 2015) من الفئة M1A1M
- الولايات المتحدة - صنعت أكثر من 9,000 دبابة أبرامز بما في ذلك الدبابات التي صدرت للدول الأخرى[9]
- الجيش الأمريكي
  - 1174 دبابة من طراز M1A2 ‏ [10]
  - 4393 دبابة من طراز M1A1 ‏ [10]
- مشاة البحرية
  - 403 دبابة من طراز M1A1 ‏ [10]
- باقي دبابات أبرامز تخدم في مواقع تدريب.